# Eria mooreana
Eria mooreana är en orkidéart som beskrevs av Ferdinand von Mueller och Friedrich Fritz Wilhelm Ludwig Kraenzlin. Eria mooreana ingår i släktet Eria och familjen orkidéer. Inga underarter finns listade i Catalogue of Life.